# 吹田市文化会館
吹田市文化会館（すいたしぶんかかいかん、愛称メイシアター）は、大阪府吹田市にある多目的ホール。

## 概要
吹田市市制施行45周年を機に1985年（昭和60年）、新ホールを建設。愛称を市民から公募。完成当時からバリアフリーに対応されており、優良ホール100選にも選出された。
大ホールは1382席の座席数で、コンサート、オペラ、歌舞伎などの伝統芸能などに対応可能。中ホールは可変ステージ機構があり、最大622席収容可能。ファッションショーなど多目的なイベントができる。小ホールは156席収容。
しかし2018年6月18日に発生した大阪府北部地震の影響によって大ホール天井部分の安全性が確保できなくなり、大ホールのみ閉鎖となっている。そのため大規模改修工事が必要となったことにより2019年7月から約1年以上全館休館。2020年9月にリニューアルされた。

## 交通
- 吹田駅 (阪急)
- 吹田駅 (JR西日本)